# Desmognathus organi
Espèce
Desmognathus organi est une espèce d'urodèles de la famille des Plethodontidae.

## Répartition
Cette espèce est endémique des États-Unis. Elle se rencontre dans le sud-est de la Virginie, dans l'est du Tennessee et dans l'ouest de la Caroline du Nord.

## Étymologie
Cette espèce est nommée en l'honneur de James Organ.

## Publication originale
- Crespi, Browne & Rissler, 2010 : Taxonomic revision of Desmognathus wrighti (Caudata: Plethodontidae). Herpetologica, vol. 66, no 3, p. 283-295 (texte intégral).